# East Brunswick Township (New Jersey)
East Brunswick Township ist ein suburbanes Township im Middlesex County, New Jersey, USA. Das U.S. Census Bureau hat bei der Volkszählung 2020 eine Einwohnerzahl von 49.715 ermittelt.

## Geographie
Die geographischen Koordinaten der Stadt sind 40°26'3" nördliche Breite und 74°24'18" westliche Länge.
Nach den Angaben des United States Census Bureaus hat die Stadt eine Gesamtfläche von 58,0 km2, wovon 56,9 km2 Land und 1,1 km2 (1,92 %) Wasser ist.

## Demographie
Nach der Volkszählung von 2000 gibt es 46.756 Menschen, 16.372 Haushalte und 13.081 Familien in der Stadt. Die Bevölkerungsdichte beträgt 822,4 Einwohner pro km2. 77,56 % der Bevölkerung sind Weiße, 2,83 % Afroamerikaner, 0,09 % amerikanische Ureinwohner, 16,27 % Asiaten, 0,01 % pazifische Insulaner, 1,12 % anderer Herkunft und 2,12 % Mischlinge. 4,19 % sind Latinos unterschiedlicher Abstammung.
Von den 16.372 Haushalten haben 40,5 % Kinder unter 18 Jahre. 68,6 % davon sind verheiratete, zusammenlebende Paare, 8,5 % sind alleinerziehende Mütter, 20,1 % sind keine Familien, 17,2 % bestehen aus Singlehaushalten und in 7,0 % Menschen sind älter als 65. Die Durchschnittshaushaltsgröße beträgt 2,84, die Durchschnittsfamiliengröße 3,23.
26,0 % der Bevölkerung sind unter 18 Jahre alt, 6,2 % zwischen 18 und 24, 29,3 % zwischen 25 und 44, 26,9 % zwischen 45 und 64, 11,6 % älter als 65. Das Durchschnittsalter beträgt 39 Jahre. Das Verhältnis Frauen zu Männer beträgt 100:94,3, für Menschen älter als 18 Jahre beträgt das Verhältnis 100:90,1.
Das jährliche Durchschnittseinkommen der Haushalte beträgt 75.956 USD, das Durchschnittseinkommen der Familien 86.863 USD. Männer haben ein Durchschnittseinkommen von 60.790 USD, Frauen 38.534 USD. Der Prokopfeinkommen der Stadt beträgt 33.286 USD. 2,8 % der Bevölkerung und 2,1 % der Familien leben unterhalb der Armutsgrenze, davon sind 3,1 % Kinder oder Jugendliche jünger als 18 Jahre und 5,4 % der Menschen sind älter als 65.

## Söhne und Töchter der Stadt
- Aaron Yoo (* 1979), Schauspieler
- Hallie Kate Eisenberg (* 1992), Schauspielerin
- Sam Mattis (* 1994), Diskuswerfer